# José Geraldo Nogueira Moutinho
José Geraldo Nogueira Moutinho (Pindamonhangaba, 7 de dezembro de 1933 – São Paulo, 6 de maio de 1991) foi um escritor, poeta, jornalista e crítico literário brasileiro.
Nogueira Moutinho era filho dos portugueses Antonio Alves Moutinho e Maria da Gloria Cesar Nogueira Moutinho, ambos naturais da Vila Real de Traz-os-Montes. Iniciou seus estudos na sua cidade natal e depois em Taubaté, concluindo o ensino médio, na época chamado curso clássico, em São Paulo. Ingressou no curso de Direito na Faculdade do Largo de São Francisco em 1957, curso que abandonaria no 4º ano, assim como o de Letras Clássicas, tornando-se autodidata. Ingressou no jornal Folha de S.Paulo em 1961, como jornalista profissional, assumindo a seção de crítica literária, onde ficaria durante 25 anos. Dedicou-se também à revisão literária,, à poesia, e ao comparatismo literário.
Em 1971, recebeu do governo francês o título de Chevalier da Ordem das Artes e das Letras. Em 10 de maio de 1978, assumiu a cadeira nº 13 da Academia Paulista de Letras, sucedendo a Luís Arrobas Martins. Ocupou a cadeira durante treze anos, até a sua morte aos 57 anos de idade. Na APL, foi 1.º secretário no biênio 1983-84, sucedendo a João de Scantimburgo e secretário-geral (1985-86, sucedendo a Brasil Bandecchi e 1991, até a sua morte, sendo sucedido por Israel Dias Novaes). Foi ainda secretário-geral do Conselho Estadual de Cultura do Estado de São Paulo e do Condephaat, tendo sido também vice-diretor do Museu de Arte Sacra de São Paulo.

## Obras
- A Procura do Número, ensaios, Conselho Estadual de Cultura, SP, 1967
- Exercitia, poemas, Livraria Duas Cidades, SP, 1970
- A Fonte e a Forma, ensaios, Imago Editora, RJ, 1977
- Memórias: Balão cativo, poesias, Pedro Nava, Carlos Drummond de Andrade, José Geraldo Nogueira Moutinho, Editora José Olympio, 1986